# Tel·lurur de bari
El tel·lurur de bari és un compost inorgànic, del grup de les sals, que està constituït per anions tel·lurur {\displaystyle {\ce {Te^2-}}} i cations bari (2+) {\displaystyle {\ce {K+}}}, la qual fórmula química és {\displaystyle {\ce {BaTe}}}.

## Propietats
El tel·lurur de bari té una densitat de 5,130 g/cm³ i el seu punt de fusió és de 2070±10 °C.

## Preparació
Es pot preparar escalfant a 750 °C tel·luri i bari en proporcions estequiomètriques segons la reacció:
{\displaystyle {\ce {Ba + Te -> BaTe}}}